# 桜島国際火山砂防センター
桜島国際火山砂防センター（さくらじまこくさいかざんさぼうセンター、英語: Sakurajima International Volcanic Sabo Center）は、鹿児島県鹿児島市野尻町にある国土交通省所管の火山災害及び砂防土木に関する展示啓発センターである。

## 沿革
- 1999年6月12日　開館。
- 2006年　全館リニューアル。

桜島は活発な活火山である関係上植物が少なく、また作業者の安全上の観点から山頂付近の防災工事が行えないため、土石流被害が多い特性を持っていた。大隅河川国道事務所は桜島に桜島砂防出張所を置いていたが、これを建て替えるに当たり職員の安全な職務遂行及び国道利用者・地域住民の火山噴火災害時の緊急避難施設とするために強度のある建築物とし、避難用スペースには火山防災展示を置くことで日常は火山砂防への意識啓発施設とした。

### 1階
- （緊急車両用車庫）

### 2階
- 緊急避難所（火山弾に耐えうる強度のあるコンクリート建築物）
- 火山防災展示
- 1.土石流のメカニズム（ビデオ上映）
- 2.防災情報シミュレーション
- 3.防災診断クイズ
- 4.ものしりシアター
- 5.パネル展示「桜島の砂防」・「砂防技術協力」
- 6.土石流観察ゾーン

### 3階
- 桜島砂防出張所
- 河川集中監視施設

## 利用案内

### 開館時間
- 9:30～17:00（入館は16:30まで）

### 休館日
- 毎週月曜日（祝日の場合はその後の平日）
- 祝日の翌日（土日祝日の場合は更にその後の平日）
- 年末年始（12月28日～1月4日）
- 特に必要な場合は臨時休館

### 入館料金
- 無料

## アクセス

### 所在地等
- 〒891-1541　鹿児島県鹿児島市野尻町203-1

### 交通
- 桜島フェリー桜島フェリーターミナル（桜島港）から大隅交通ネットワーク及び市営バス桜島病院バス停留所下車
- 鹿屋市から車で80分
- 鹿児島空港から車で80分
- 無料駐車場あり